# Bundestagswahlkreis Oberhavel – Havelland II
Der Bundestagswahlkreis Oberhavel – Havelland II (Wahlkreis 58) ist ein Wahlkreis in Brandenburg für die Wahlen zum Deutschen Bundestag. Er umfasst den Landkreis Oberhavel und vom Landkreis Havelland die Gemeinden Brieselang, Dallgow-Döberitz, Falkensee, Ketzin, Schönwalde-Glien und Wustermark.

## Geschichte
Der Wahlkreis besteht in der jetzigen Form seit der Wahlkreisreform von 2002. Im Zuge der Neuordnung der Wahlkreise in Brandenburg wurde damals dem Vorgängerwahlkreis 273 Oranienburg – Nauen das bis dahin zum Wahlkreis 272 Prenzlau – Angermünde – Schwedt – Templin – Gransee gehörende Gebiet des ehemaligen Landkreises Gransee hinzugefügt.
Zum Wahlkreis gehörte ursprünglich auch das gesamte Amt Nauen-Land. Nach dessen Auflösung 2003 gingen vor der Bundestagswahl 2005 die Gemeinde Retzow und die ehemalige Gemeinde Selbelang an den Bundestagswahlkreis Prignitz – Ostprignitz-Ruppin – Havelland I. Gleichzeitig kam die ehemalige Gemeinde Börnicke vom Bundestagswahlkreis Märkisch-Oderland – Barnim II und die ehemalige Gemeinde Seeburg vom Bundestagswahlkreis Potsdam – Potsdam-Mittelmark II – Teltow-Fläming II hinzu. Vor 2013 trug der Wahlkreis die Nummer 59, seither die Nummer 58. Zur Bundestagswahl 2017 gab der Wahlkreis die Stadt Nauen an den Wahlkreis Prignitz – Ostprignitz-Ruppin – Havelland I ab.

## Wahlkreisabgeordnete
| Wahl | Abgeordneter                           | Abgeordneter                           | Partei                                 | Stimmen in %                           |
| ---- | -------------------------------------- | -------------------------------------- | -------------------------------------- | -------------------------------------- |
| 1990 |                                        | Karl-Heinz Schröter                    | SPD                                    | 37,4                                   |
| 1994 |                                        | Wolfgang Ilte                          | SPD                                    | 48,8                                   |
| 1998 |                                        | Angelika Krüger-Leißner                | SPD                                    | 49,6                                   |
| 2002 | 45,0                                   | Angelika Krüger-Leißner                | SPD                                    |                                        |
| 2005 | 41,9                                   | Angelika Krüger-Leißner                | SPD                                    |                                        |
| 2009 | 29,2                                   | Angelika Krüger-Leißner                | SPD                                    |                                        |
| 2013 |                                        | Uwe Feiler                             | CDU                                    | 37,5                                   |
| 2017 | 29,9                                   | Uwe Feiler                             | CDU                                    |                                        |
| 2021 |                                        | Ariane Fäscher                         | SPD                                    | 26,3                                   |
| 2025 | kein – ungenügende Zweitstimmendeckung | kein – ungenügende Zweitstimmendeckung | kein – ungenügende Zweitstimmendeckung | kein – ungenügende Zweitstimmendeckung |

## Wahlergebnisse

### Bundestagswahl 2025
| Kandidaten                                                                      | Kandidaten        | Parteien/Listen     | Erststimmen | Erststimmen | Zweitstimmen | Zweitstimmen |
| Kandidaten                                                                      | Kandidaten        | Parteien/Listen     | Stimmen     | %           | Stimmen      | %            |
| ------------------------------------------------------------------------------- | ----------------- | ------------------- | ----------- | ----------- | ------------ | ------------ |
|                                                                                 | Ariane Fäscher    | SPD                 | 41.822      | 20,0        | 32.266       | 15,4         |
|                                                                                 | Andreas Galau     | AfD                 | 64.556      | 30,8        | 61.545       | 29,3         |
|                                                                                 | Uwe Feiler        | CDU                 | 51.984      | 24,8        | 45.580       | 21,7         |
|                                                                                 | Ralf Tiedemann    | FDP                 | 6.039       | 2,9         | 7.579        | 3,6          |
|                                                                                 | Linda Weiß        | GRÜNE               | 13.889      | 6,6         | 17.620       | 8,4          |
|                                                                                 | Annabell Rattmann | DIE LINKE           | 19.831      | 9,5         | 19.602       | 9,3          |
|                                                                                 | Stefanie Gebauer  | FREIE WÄHLER        | 6.804       | 3,3         | 2.967        | 1,4          |
|                                                                                 | Corinna Mettler   | Die PARTEI          | 4.367       | 2,1         | 2.316        | 1,1          |
|                                                                                 | –                 | Volt                | –           | –           | 1.444        | 0,7          |
|                                                                                 | –                 | MLPD                | –           | –           | 138          | 0,1          |
|                                                                                 | –                 | Bündnis Deutschland | –           | –           | 406          | 0,2          |
|                                                                                 | –                 | BSW                 | –           | –           | 18.359       | 8,7          |
| Gesamt                                                                          | Gesamt            | Gesamt              | 209.292     | 100         | 209.822      | 100          |
|                                                                                 |                   |                     |             |             |              |              |
| Ungültige Stimmen                                                               | Ungültige Stimmen | Ungültige Stimmen   | 1.820       | 0,9         | 1.290        | 0,6          |
| Wähler                                                                          | Wähler            | Wähler              | 211.112     | 83,9        | 211.112      | 83,9         |
| Wahlberechtigte                                                                 | Wahlberechtigte   | Wahlberechtigte     | 251.732     |             | 251.732      |              |
|                                                                                 |                   |                     |             |             |              |              |
| Anmerkung: kein Kandidat hat ein Direktmandat bekommen (siehe Wahlrechtsreform) |                   |                     |             |             |              |              |
|                                                                                 |                   |                     |             |             |              |              |
| Quellen: Die Bundeswahlleiterin, Kandidaten – Stimmen                           |                   |                     |             |             |              |              |

### Bundestagswahl 2021
Bei der Bundestagswahl 2021 sind für den Wahlkreis 58 19 Parteien mit Landeslisten und elf Kandidaten für das Direktmandat angetreten. Die Wahlbeteiligung lag bei 78,3 %.
| Direktkandidat      | Partei           | Erststimmen in % | Zweitstimmen in % |
| ------------------- | ---------------- | ---------------- | ----------------- |
| Uwe Feiler          | CDU              | 20,8             | 17,3              |
| Ulrich Storm        | AfD              | 16,0             | 15,9              |
| Ariane Fäscher      | SPD              | 26,3             | 28,6              |
| Anke Domscheit-Berg | DIE LINKE        | 8,0              | 6,6               |
| Ralf Tiedemann      | FDP              | 9,0              | 10,3              |
| Anne Schumacher     | GRÜNE            | 9,9              | 10,7              |
| –                   | Tierschutzpartei | –                | 3,2               |
| Rick Grothe         | Die PARTEI       | 2,2              | 1,2               |
| Stefanie Gebauer    | Freie Wähler     | 4,3              | 2,7               |
| –                   | NPD              | –                | 0,3               |
| –                   | DKP              | –                | 0,1               |
| Nathanael Uhlig     | ÖDP              | 0,5              | 0,2               |
| –                   | MLPD             | –                | 0,0               |
| André Lingreen      | dieBasis         | 1,8              | 1,4               |
| –                   | Die Humanisten   | –                | 0,1               |
| Thomas Ney          | PIRATEN          | 1,2              | 0,6               |
| –                   | Team Todenhöfer  | –                | 0,2               |
| –                   | UNABHÄNGIGE      | –                | 0,4               |
| –                   | Volt             | –                | 0,3               |

### Bundestagswahl 2017
Bei der Bundestagswahl 2017 traten in Brandenburg 15 Parteien mit Landeslisten an, außerdem 10 Direktkandidaten in diesem Wahlkreis. Die Landesliste der Piraten wurde zurückgezogen. Wahlergebnis.
| Direktkandidat    | Partei                | Erststimmen in %  | Zweitstimmen in %      |
| ----------------- | --------------------- | ----------------- | ---------------------- |
| Uwe Feiler        | CDU                   | 29,9              | 28,5                   |
| Benjamin Grimm    | SPD                   | 22,7              | 18,5                   |
| Harald Petzold    | Die Linke             | 14,7              | 14,3                   |
| Christian Schmidt | AfD                   | 18,0              | 18,6                   |
| Petra Budke       | Bündnis 90/Die Grünen | 5,3               | 6,4                    |
| -                 | NPD                   | - nur Landesliste | 0,8                    |
| Volkmar Richter   | FDP                   | 5,2               | 7,6                    |
| Heinz Ließke      | Freie Wähler          | 1,5               | 1,0                    |
| -                 | MLPD                  | - nur Landesliste | 0,1                    |
| -                 | BGE                   | - nur Landesliste | 0,3                    |
| Brigitte Müller   | DKP                   | 0,2               | 0,1                    |
| -                 | DM                    | - nur Landesliste | 0,3                    |
| -                 | ÖDP                   | - nur Landesliste | 0,2                    |
| Stefan Reckin     | Die PARTEI            | 1,8               | 1,3                    |
| -                 | Tierschutzpartei      | - nur Landesliste | 2,0                    |
| Thomas Ney        | Piraten               | 0,6               | – nur Direktkandidatur |

### Bundestagswahl 2013
Bei der Bundestagswahl 2013 traten in Brandenburg 12 Parteien mit Landeslisten an.
In diesem Wahlkreis traten zehn Kandidaten für das Direktmandat an, darunter zwei Einzelbewerber.
| Direktkandidat          | Partei                | Erststimmen in % | Zweitstimmen in %      |
| ----------------------- | --------------------- | ---------------- | ---------------------- |
| Harald Petzold          | Die Linke             | 19,6             | 18,44                  |
| Angelika Krüger-Leißner | SPD                   | 28,0             | 23,8                   |
| Uwe Feiler              | CDU                   | 37,5             | 36,2                   |
| Georg Neubauer          | FDP                   | 1,5              | 2,9                    |
| Maria Heider            | Bündnis 90/Die Grünen | 4,9              | 5,7                    |
| Detlef Appel            | NPD                   | 3,4              | 2,4                    |
| Anke Domscheit-Berg     | Piraten               | 3,0              | 2,2                    |
| –                       | REP                   | –                | 0,2                    |
| –                       | MLPD                  | –                | 0,1                    |
| –                       | AfD                   | –                | 6,7                    |
| –                       | pro Deutschland       | –                | 0,5                    |
| Peter Heck              | Freie Wähler          | 1,4              | 0,9                    |
| Brigitte Müller         | DKP                   | 0,2              | – nur Direktkandidatur |
| Erhard Peschel          | unabhängig            | 0,5              | – nur Direktkandidatur |

### Bundestagswahl 2009
Die Bundestagswahl 2009 hatte folgendes Ergebnis:
| Direktkandidat          | Partei                | Erststimmen in % | Zweitstimmen in % |
| ----------------------- | --------------------- | ---------------- | ----------------- |
| Angelika Krüger-Leißner | SPD                   | 29,2             | 25,6              |
| Uwe Feiler              | CDU                   | 27,7             | 24,9              |
| Harald Petzold          | Die Linke.            | 24,2             | 23,3              |
| Horst-Peter Stein       | FDP                   | 7,8              | 11,5              |
| Dietmar Strehl          | Bündnis 90/Die Grünen | 7,3              | 7,8               |
| Lore Lierse             | NPD                   | 3,2              | 2,5               |
| –                       | Piraten               | –                | 2,3               |
| –                       | DVU                   | –                | 0,8               |
| –                       | FWD                   | –                | 0,8               |
| –                       | Sonstige              | 0,6              | 0,5               |

### Bundestagswahl 2005
Die Bundestagswahl 2005 hatte folgendes Ergebnis:
| Direktkandidat          | Partei                | Erststimmen in % | Zweitstimmen in % |
| ----------------------- | --------------------- | ---------------- | ----------------- |
| Angelika Krüger-Leißner | SPD                   | 41,9             | 36,1              |
| Barbara Richstein       | CDU                   | 26,5             | 22,0              |
| Hans Günther Oberlack   | FDP                   | 4,2              | 8,0               |
| –                       | Bündnis 90/Die Grünen | –                | 6,5               |
| Philipp Becker          | Die Linke.            | 21,9             | 22,0              |
| Bernd Schröer           | NPD                   | 3,2              | 3,2               |
| –                       | GRAUE                 | –                | 1,2               |
| –                       | 50Plus                | –                | 0,8               |
| –                       | MLPD                  | –                | 0,2               |
| Knut Leitert            | FAMILIE               | 2,3              | –                 |